# FK SKA-Chabarowsk
Der FK SKA-Chabarowsk (russisch Фк СКА-Хабаровск, wiss. Transliteration Fk SKA-Chabarovsk) ist ein russischer Fußballverein aus der fernöstlichen Stadt Chabarowsk. Der Club spielt im zweitklassigen Perwenstwo FNL.

## Geschichte
Der 1946 gegründete Verein trug in seiner Geschichte bereits zahlreiche verschiedene Namen: bis 1953 lief das Team aus Chabarowsk als DKA auf, anschließend im Jahr 1954 als ODO. In den Jahren 1955 und 1956 hieß der Verein DO Chabarowsk. Im Jahr 1957 folgte erneut eine Namensänderung, so dass man nun OSK hieß. In den Jahren 1957 bis 1959 lief das Team als SKWO auf, ehe der bisher am längsten durchgängige Name für den Chabarowsker Verein gefunden wurde. In den Jahren 1960 bis 1999 lief die Mannschaft fast 40 Jahre lang als SKA auf – von 1999 bis 2016 mit dem Zusatz „Energija“. 
Seit 1957 nahm der Verein an Sowjetmeisterschaften teil. Bis 2017 gelang ihnen nie der Aufstieg in die erste Fußball-Liga des Landes, weder zu Sowjet-Zeiten noch nach Gründung der russischen Premjer-Liga. Die beste Platzierung bis 2017 war Platz 6 im Jahr 1980 in der zweitklassigen, sowjetischen Perwaja Liga, sowie der 4. Platz in der Spielzeit 2012/13 im zweitklassigen, russischen Perwenstwo FNL. Im Jahr 1963 zog der Verein in das Viertelfinale des Sowjetischen Fußballpokals ein. Von 1994 bis 2001 nahm SKA an den Meisterschaften der dritten russischen Liga teil. Am Ende der Saison 2012/13 erreichte SKA-Energija den Relegationsplatz im Perwenstwo FNL, spielte also um den Aufstieg in das russische Fußballoberhaus, unterlag jedoch in beiden Spielen dem FK Rostow und blieb somit zweitklassig. 2016/17 sicherte sich die Mannschaft erneut einen Relegationsplatz, spielte zum zweiten Mal um den Aufstieg in die höchste Fußballliga und stieg nach zwei torlosen Unentschieden sowie anschließendem Elfmeterschießen gegen FK Orenburg erstmals in die Premjer-Liga auf. Dort konnte sich SKA nicht etablieren und stieg als Tabellenletzter umgehend wieder ab.

## Zweite Mannschaft
Die zweite Mannschaft des SKA-Chabarowsk hat ebenfalls den Profistatus inne und spielt 2024 in der vierthöchsten Spielklasse 2. Liga Division B.

## Bekannte ehemalige Spieler
| Russland - Wladimir Astapowski - Asat Bairyjew - Wiktor Faisulin - Andrei Iwanow - Alexander Jerochin - Maxim Kanunnikow - Andrei Semjonow - Achrik Zweiba | GUS und ehemalige Sowjetunion - Robert Arsumanjan - Mark Švets - Gogita Gogua - Otar Martzwaladse - Andrij Dykan - Andrej Parywajeu | Rest der Welt - Patrick Cruz - Nathan Júnior - Wenzislaw Christow - Eugène Koffi - Dele Adeleye |

## Trainer
- Sergei Gorlukowitsch (2005–2006, 2010)
- Valdas Ivanauskas (2013–2015)